# 洛南県
洛南県（らくなん-けん）は中華人民共和国陝西省商洛市に位置する県。

## 行政区画
- 街道:城関街道、四皓街道
- 鎮:景村鎮、古城鎮、三要鎮、霊口鎮、寺耳鎮、巡検鎮、石坡鎮、石門鎮、麻坪鎮、洛源鎮、保安鎮、永豊鎮、柏峪寺鎮、高耀鎮